# Zeus and Roxanne
Zeus and Roxanne es una película de comedia y aventura de 1997 dirigida por George T. Miller que gira en torno a la amistad entre los dos  personajes del título, un perro y un delfín respectivamente. La película es protagonizada por Steve Guttenberg y Kathleen Quinlan.

## Elenco
- Steve Guttenberg .... Terry Barnett
- Kathleen Quinlan .... Mary Beth Dunhill
- Arnold Vosloo .... Claude Carver
- Dawn McMillan .... Becky
- Miko Hughes .... Jordan Barnett
- Majandra Delfino .... Judith Dunhill
- Jessica Howell .... Nora Dunhill
- Duchess Tomasello .... Mrs. Rice
- Shannon K. Foley .... Linda, ayudante de Claude
- Jim R. Coleman .... Phil, ayudante de Claude
- Alvin Farmer .... Floyd
- Harri James ....
- Justin Humphrey .... Craig
- James Stone .... guardia de seguridad
- Maury Covington .... reverendo
- Michael A. Xynidis .... mensajero
- Nathan R. Fitzgerald .... bailarín de conga (acreditado como Nathan Fitzgerald)
- Benjamin Pettijohn ....
- David Nathaniel Hoyte ....
- Dennis Thomas .... músico
- Simeon Rolle .... músico
- Vince Strachan .... músico
- Michael Hoyte .... músico
- Al Guther .... piloto de helicóptero

## Vídeo
La película fue lanzada en VHS y HBO Home Video.

## Recepción
De acuerdo con Rotten Tomatoes, un 43% de críticos que le dieron a la película un comentario positivo (de siete comentarios) con una calificación promedio de 4.4/10.